# Ithomia leilae
Ithomia leilae är en fjärilsart som beskrevs av William Chapman Hewitson 1852. Ithomia leilae ingår i släktet Ithomia och familjen praktfjärilar. Inga underarter finns listade i Catalogue of Life.